# ابن الفركاح
أبو إسحاق إبراهيم بن عبد الرحمن بن إبراهيم ابن سِباع، برهان الدين الفزاري (660هـ/1262م - 729هـ/1329م) المعروف بابن الفركاح، فقيه شافعي وأصولي.
من أهالي دمشق ولادةً ومنشأً ووفاةً، وأصله من مصر، وهو من بيت علم، أخذ عن والده القاضي عبد الرحمن الفركاح، وعن عمه، وساد أقرانه، وكان متقدماً في الفقه ومشاركاً في الأصول والعربية والنحو والحديث، خلف والده بالمدرسة البادرائية، ثم اشتغل بالتدريس في الجامع الأموي، وباشر فيه الخطابة بعد عمه شرف الدين، فكان خطيباً مبرزاً، وواعظاً نافعاً، طلق العبارة، طويل النفس، وعرض عليه رياسة قضاء الشام فلم يقبل، وعرضت عليه المناصب الكبار فرفضها، وانقطع للتدريس والعبادة، وتصدى للإقراء، وانتهت إليه رياسة المذهب الشافعي بالشام.
وكان حسن الأخلاق، ورعاً كريماً، محسناً إلى الطلاب، يصرف كل مرتبه في مصالحه ومصالح الناس.

## مولفاته
من كتبه «تعليق على التنبيه» في الفقه، و«تعليق على مختصر ابن الحاجب» في أصول الفقه، و «باعث النفوس في زيادة القدس المحروس» و«الإعلام بفضائل الشام» و«المنائح لطالب الصيد والذبائح» وغيرها.